# Santa Cruz Verapaz
Santa Cruz Verapaz est une ville du Guatemala dans le département d'Alta Verapaz.